# أش غاردينر
أش غاردينر (بالإنجليزية: Ash Gardiner)‏ هو لاعب اتحاد الرغبي نيوزيلندي، ولد في 10 ديسمبر 1946 في نيو بلايموث في نيوزيلندا.